# Haganà
La Haganà (en hebreu: ההגנה) (transliterat: ha-Haganà) (en català: "la defensa") fou una organització paramilitar d'autodefensa jueva durant l'època del Mandat Britànic de Palestina, entre 1920 i 1948.
Els seus membres eren els propis integrants dels quibuts i els moixav que van crear l'organització com a conseqüència de la batalla de Tel Hai i el Pogrom de Jerusalem de 1920 realitzats per part de la població àrab i la permissivitat de les autoritats del mandat britànic. La Haganà, amb altres organitzacions, fou el predecessor de l'actual exèrcit israelià (conegut com a Tsahal) i va servir de base a aquest últim. En l'any 1927, va tenir lloc una de les primeres accions del grup, amb l'assassinat d'un dels seus adversaris polítics, l'escriptor i jurista Jacob Israël de Haan, membre prominent del moviment religiós Edah Haredi que defensava la convivència pacífica entre jueus i àrabs.

## Membres famosos
- Yitshaq ben Tseví
- Isaac Rabin
- Ariel Xaron
- Moixé Dayan
- Ximon Peres
- Yuval Ne'emann
- Yaakov Dori